# Phacelia bakeri
Phacelia bakeri är en strävbladig växtart som först beskrevs av August Brand, och fick sitt nu gällande namn av James Francis Macbride. Phacelia bakeri ingår i Faceliasläktet som ingår i familjen strävbladiga växter. Inga underarter finns listade i Catalogue of Life.